# Francesc Sans i Cabot
Francesc Sans i Cabot   (Barcelona, 9 d'abril de 1828 - Madrid, 5 de maig de 1881) fou un pintor català.

## Biografia
Era fill del pilot d'altura Tomàs Sans i de Rosa Cabot i Bosch, ambdós de Barcelona.
Es formà a l'Escola de la Llotja (1850-1855), i amplià estudis a Roma i París. Especialista en pintura d'història, destacà amb el seu quadre Episodi de Trafalgar (1862, Madrid, antic senat); per encàrrec de la Diputació de Barcelona pintà El general Prim a la guerra d'Àfrica (1865, abans al Museu Militar de Montjuïc, a Barcelona, ara al MNAC?). Més tard evolucionà cap al realisme, i el 1881 retratà per a la Universitat de Barcelona Alfons XII amb l'hàbit del Toisó d'Or. Decorà els teatres Real, Apolo i de la Zarzuela de Madrid i l'alcàsser de Toledo. El 1873 fou nomenat director del Museu del Prado, on es dedicà a restaurar obres antigues. Des del 1875 fou acadèmic de Reial Acadèmia de Belles Arts de Sant Ferran de Madrid.
La Biblioteca Museu Víctor Balaguer de Vilanova i la Geltrú té obres seves.

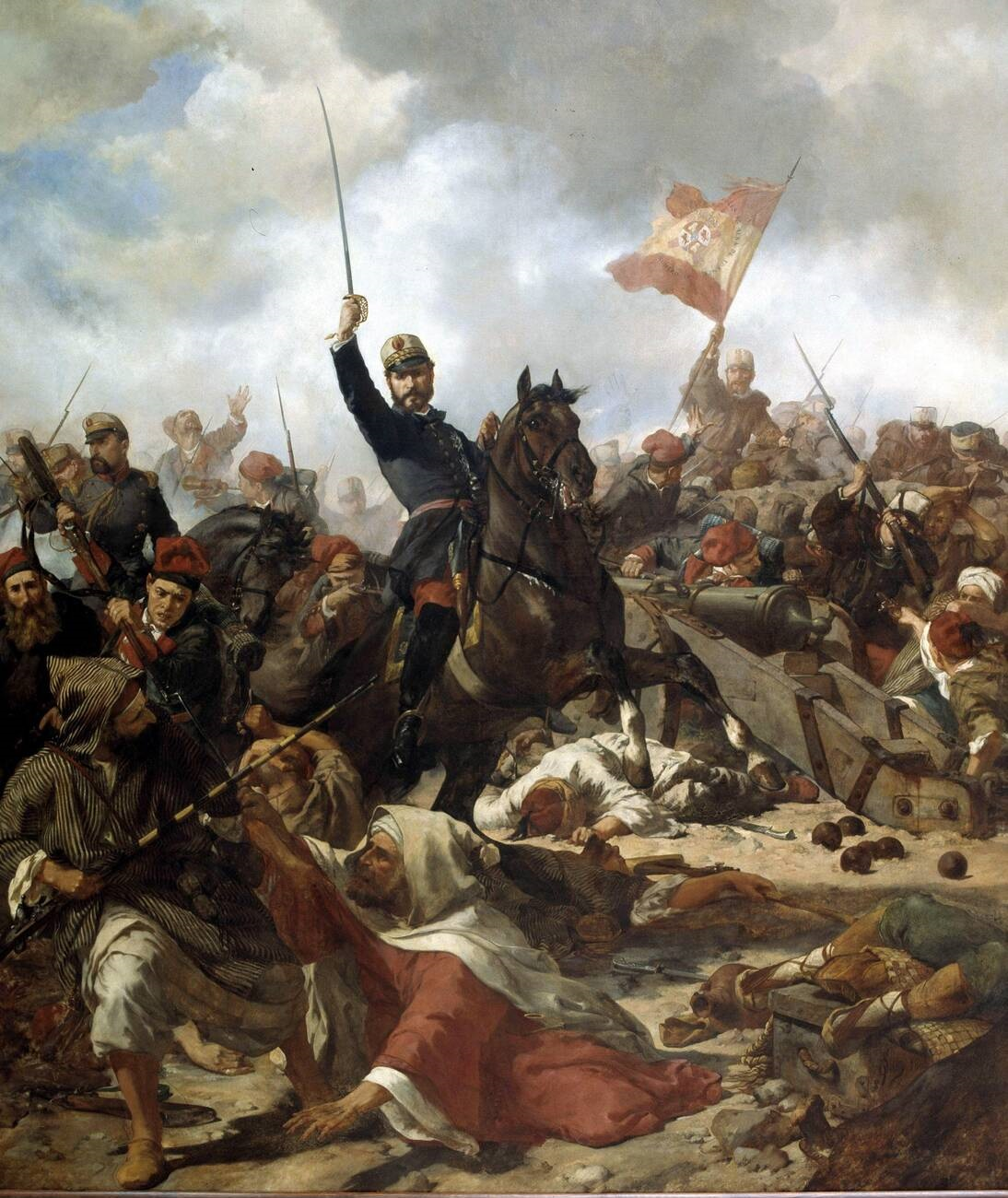
El general Prim a la batalla de Tetuan (1860), comandant els caçadors d'Alba de Tormes i el batalló de voluntaris catalans